# Вохромєєв Олександр Миколайович
Олекса́ндр Микола́йович Вохромє́єв (Вохрамеєв) — молодший сержант Збройних сил України, 93-тя бригада, учасник російсько-української війни.

## Обставини загибелі
Народився 1973 року в місті Апостолове.
21 липня 2014 року в боях за Піски екіпаж танка, яким командував капітан 93-ї окремої механізованої бригади Лавренко Олександр Миколайович, в складі танкової роти за підтримки механізованого взводу вів бій — з метою захопити і знищити опорний пункт терористів. Діставши бойовий наказ, екіпаж танка Лавренка — до складу входили військовослужбовці за призовом навідник молодший сержант Вохромєєв Олександр Миколайович та механік-водій солдат Кулягін Андрій Олександрович — в голові колони вийшов на блокпост терористів. На блокпосту танкісти потрапили у засідку, зав'язався бій. Терористи на блокпосту розмістили два танки та кулеметні розрахунки, позаду розташовані мінометна батарея та снайперські позиції.
Прямим пострілом з танка Лавренка вражено один з танків терористів, наступними пострілами знищені кулеметні розрахунки та 2 автобуси терористів. Терористи почали мінометний обстріл, екіпаж БМП-2, що рухалась у колоні за танком, здійснює евакуацію поранених військовиків. Танкісти захопили блокпост і прикривали дії механізованого підрозділу й евакуаційної групи вогнем танкової гармати і кулемета.
Терористи почали контратакувати, танк капітана Лавренка першим рушив на ймовірний рубіж атаки, знищив 2 мінометні обслуги терористів та значно відірвався від основних сил.
При маневруванні задля ухилення від вогню противника, бойова машина потрапила на фугас, Вохромєєв та Кулягін загинули. Капітан Лавренко, важкопоранений, не здався ворогу та не допустив захоплення танка, підірвавши себе. Завдяки діям екіпажа вдалося не допустити контратаки підрозділу терористів «Кальміус» — це надало змогу підрозділам групи 93-ї бригади закріпитись та виконати бойове завдання.
Похований в Апостоловому.
Без Олександра лишились батько, дружина, дочка й син.

## Нагороди
- орден «За мужність» III ступеня (14.11.2014, посмертно)[2]
- орден «Народний Герой України» (31.03.2018, посмертно)[3]